# Willy Bartock
Willy Bartock (* 2. Januar 1915 in Hamborn; † 19. März 1995 in Duisburg-Walsum) war ein deutscher Lyriker und Dramatiker.

## Leben
Willy Bartock wurde 1915 als Sohn des Grubenmechanikers Karl Bartock und der Lokalpolitikerin Luise Romstedt in Duisburg-Hamborn geboren. Die Mutter  war bis 1933 KPD-Abgeordnete im Stadtrat von Duisburg. Die Eltern starben in nationalsozialistischer Haft. Bartock absolvierte eine kaufmännische Lehre und arbeitete anschließend in der Kokerei und als Laborant bei der Gelsenkirchener Bergwerks AG. Ab 1931 veröffentlichte er erste Texte in Zeitungen und Werkszeitungen. 1934 bis 1940 folgten Arbeitsdienst und anschließend Kriegsdienst.
Nach dem Krieg arbeitete er als Weichensteller auf Schacht IV/VIII in Hamborn und anschließend als Hilfszeichner auf dem Bergwerk Walsum. Ab 1950 übernahm Bartock die Leitung der neuen Abteilung für die kulturelle Betreuung der Bergleute an der Zeche Walsum, die auf Initiative von Bergassessor Dr. Heribert Barking eingerichtet wurde. Ein Ziel war die Integration der zugewanderten Bergleute und ihrer Familien. Die Leitung der Abteilung hatte Bartock bis zu seiner Pensionierung im Jahre 1972 inne.
1950 gründete Bartock die „Bergmännische Puppenbühne Walsumer Hans“ mit selbstgeschriebenen Stücken zum Teil selbstgefertigten Handpuppen. Er verfasste sozialkritische Gedichte, Erzählungen und Theaterstücke. Viele der Gedichte und Erzählungen erscheinen in der Werkszeitung „Der Kumpel“ der Zeche Walsum, weswegen die Bergleute Bartock den „Kohlen-Goethe“ nannten.
Im November 1956 organisierte er ein Treffen von Bergmannsautoren in Dinslaken zum Thema Arbeiterdichtung unter Teilnahme der Arbeiterschriftsteller Otto Wohlgemuth, Georg Breuker, Ewald Rolf, Johannes Sinne, Adolf Groß und anderen. Von 1961 bis 1970 war er Mitglied der „Gruppe 61“.
Er lebte mit seiner Ehefrau Maria in Duisburg-Walsum.

## Varia
Im Jahr 1998 wurde in Walsum-Aldenrade eine Straße nach Willy Bartock benannt. Sein Nachlass befindet sich im Fritz-Hüser-Institut für Literatur und Kultur der Arbeitswelt in Dortmund.

## Werke
- Bunt blüht das Jahr in unserm kleinen Garten (Lyrik und Prosa), Xanten/Niederrhein 1952
- Der Müller und der Wassermann, Märchenspiel, 1954
- Sieben Lichter für Sankt Barbara, ein chorisches Spiel, 1956
- Kohle, edle Bergmannsbraut, Wien 1958
- Bergamt am Kamin. 13 Balladen, 1960
- Der schwarze Apfel
- Neue Industriedichtung, Anthologie der Gruppe 61, 1963 (Mitautor)
- Nacht, die mich nicht schlafen läßt; Hrsg. Walter Köpping, Oberhausen 1987
- Anklage und Botschaft. Die Lyrische Aussage der Arbeiter seit 1900 (Mitautor); Hrsg. Friedrich G. Kürbisch, Hannover 1969